# Фелицано
Фелица̀но (на италиански: Felizzano; на пиемонтски: Flissan, Фълисан) е село и община в Северна Италия, провинция Алесандрия, регион Пиемонт. Разположено е на 114 m надморска височина. Населението на общината е 2344 души (към 2015 г.).